# جواو كارفاليو
جواو كارفاليو (بالبرتغالية: João Carvalho‏) (9 مارس 1997 في البرتغال - ) هو لاعب كرة قدم برتغالي في مركز الوسط. شارك مع منتخب البرتغال تحت 17 سنة لكرة القدم ومنتخب البرتغال تحت 19 سنة لكرة القدم. أما مع النوادي، فقد لعب مع نادي بنفيكا وS.L. Benfica B ‏.

## وصلات خارجية
- جواو كارفاليو على موقع الاتحاد الأوربي (الإنجليزية)
- جواو كارفاليو على موقع قاعدة بيانات كرة القدم.إي يو (الإنجليزية)
- جواو كارفاليو على موقع Soccerbase.com (لاعب) (الإنجليزية)
- جواو كارفاليو على موقع Soccerway.com (الإنجليزية)
- جواو كارفاليو على موقع عالم كرة القدم.نت (الإنجليزية)